# Regimentul 26 Infanterie (1916-1918)
Regimentul 26 Infanterie a fost o unitate de nivel tactic care s-a constituit la 14/27 august 1916, prin mobilizarea unităților și subunităților existente la pace aparținând de Regimentul Rovine No. 26. Regimentul a făcut parte din organica Brigăzii 3 Infanterie, fiind dislocat la pace în garnizoana Craiova. La intrarea în război, Regimentul 26 Infanterie a fost comandat de colonelul Nicolae Stavarache. Regimentul 26 Infanterie a participat la acțiunile militare pe frontul românesc, pe toată perioada războiului, între 14/27 august 1916 - 28 ocotmbrie/11 noiembrie 1918.